# Công viên Triệu Đà
Mộ tổ tiên của Triệu Đà (chữ Hán giản thể: 赵佗先人墓; Hán-Việt: Triệu Đà tiên nhân mộ) nằm ở phố Triệu Lăng, thành phố Thạch Gia Trang, tỉnh Hà Bắc, Trung Quốc. Năm 2005, người ta lấy nơi đây làm cơ sở để hoàn thành việc xây dựng Công viên Triệu Đà (chữ Hán giản thể: 赵佗公园).